# Heroes & Zeros
Gli Heroes & Zeros sono un gruppo musicale norvegese. I componenti del gruppo sono Hans Jørgen Undelstvedt, Lars Løberg Tofte, e Arne Kjelsrud Mathisen. Sono cresciuti a Lillesand, piccola città della costa sud della Norvegia. Dopo aver sviluppato il loro sound assieme, sono andati ad Oslo, dove tuttora vivono quando non sono in tour.
Il 28 giugno 2008 si sono esibiti nell'ambito del Ragnarock Nordic festival a Milano; questa è stata la loro prima esibizione in Italia.

## Membri del gruppo
- Hans Jørgen Undelstvedt - voce e chitarra
- Lars Løberg Tofte - basso e voce
- Arne Kjelsrud Mathisen - batteria e voce

## Discografia

### Album
- Strange Constellations, 23 aprile 2007, Nightliner Records, Universal Music

### EP
- Circles, 6 maggio 2007, Heroes & Zeros Music

### Singoli
- The Foolproof (Strange Constellations) ottobre 2007
- Oslo Fadeout (Strange Constellations) giugno 2007
- A Strange Constellation (Strange Constellations) aprile 2007
- Into the light (Strange Constellations) febbraio 2007
- Cellophane - Live at Garage - settembre 2005
- Cellophane (Strange Constellations) 2006 - Heroes & Zeros Music